# MIRK
MIRK -Mladi In Računalniška Kreativnost je neodvisna, nepridobitvena in nevladna organizacija, ki s svojim delom pa komurkoli, kadarkoli in kjerkoli pokazati poti do znanja. Poslanstvo MIRKa je izobraževati za vseživljenjsko učenje z uporabo informacijskih in komunikacijskih tehnologij, zato razvija in vzpodbuja projektno delo in poučevanje na daljavo.
MIRK je med letoma 1998 in 2005 organiziral vsakoletno konferenco MIRK, običajno v Piranu.
Naslednik je SIRIKT.